# Lutersee (Hospental)
Der Lutersee ist ein Bergsee an der Nordseite des Urserentals in Hospental.
Das Seelein liegt auf einer Höhe von 1975 m ü. M. Der Furka-Höhenweg (auch «Urschner Höhenweg») von Oberwald nach Andermatt (Route 51 der Schweizer Wanderwege) führt über dem Urserental am Lutersee vorbei.